# Rata Blanca (Single)
En 2001, Rata Blanca publicó un sencillo homónimo con cuatro canciones, dos de ellas eran canciones de su próximo disco de estudio, las cuales eran "En Nombre de Dios?" y "Volviendo a Casa", este sencillo fue publicado para dar a conocer parte de lo que sería El camino del fuego.
El sencillo fue una edición limitada y exclusiva que hoy en día es muy difícil de conseguir.
En un concierto, el 23 de diciembre de 2001, en el Teatro Gran Rex, Adrián Barilari hace mención de esto, de que estaban por publicar un sencillo con un par de canciones del álbum. Además, en ese mismo concierto, tocaron como adelanto, tres canciones del álbum, tales como "En Nombre de Dios?", "El Amo del Camino" y "Volviendo a Casa".

## Lista de canciones
1. «En nombre de Dios?» (5:26)
2. «Volviendo a casa» (5:30)
3. «La danza del fuego» (Instrumental) (4:34)
4. «Mujer amante» (Versión acústica) (6:50)